# Маменькин сыночек
«Маменькин сыночек» (англ. The Waterboy, дословно — «Водонос») — комедия 1998 года с Адамом Сэндлером в главной роли. В этом фильме Адам Сэндлер сыграл Бобби Буше, маменькиного любимца.

## Сюжет
Бобби уже 31 год, а он и шагу не может сделать без совета своей матери. Его любимое дело — раздавать чистую и холодную воду игрокам на футбольном поле (за что и имел прозвище Водонос), но это не приносит ни денег, ни перспектив. Однажды тренер одной команды замечает, как в пылу прорвавшейся ярости Бобби сбивает одного из его основных игроков, и приглашает его вступить в команду по американскому футболу.

## История
Идея фильма зародилась на основе одного из персонажей Сэндлера в шоу Saturday Night Live — «Canteen Boy». Кэти Бейтс, прочтя несколько страниц сценария, посвящённых американскому футболу, выбросила его в корзину, однако её племянница, дочитав его, назвала ей имя Сэндлера, что и повлияло на неё — к радости автора сценария Тима Херлихи.
Несмотря на то, что действие фильма происходит в Луизиане, съёмки проводились в во Флориде (Большой Орландо, Дейтона-Бич, Делэнд (здесь проходили съёмки домашнего стадиона «Бульдогов»)). Сцена лекции снималась в Florida Southern College, Лейкленд, вместе со студентами.

## В ролях
- Адам Сэндлер — Бобби Буше
- Кэти Бейтс — Хелен Буше
- Генри Уинклер — тренер Клайн
- Джерри Рид — тренер Ред Боллью
- Файруза Балк — Викки Валенкорт
- Лоренс Гиллиард-мл. — Дерек Уоллас
- Блейк Кларк — фермер Фран
- Роб Шнайдер — горожанин
- Тодд Холланд — Грэг Мини
- Питер Данте — Джи
- Джонатан Лоугрэн — Лайл
- Пол Уайт — Бешеный Орёл (эпизод)
- Фрэнк Корачи — Роберт Бушер (эпизод)

## Съёмочная группа
- Режиссёр — Фрэнк Корачи
- Продюсеры — Роберт Саймондс, Адам Сэндлер
- Сценарий — Тим Херлихи, Адам Сэндлер

## Сборы и критика
Общие кассовые сборы в США составили 160 млн долларов. Фильм стал второй картиной с Адамом Сэндлером в главной роли, собравшей более 100 млн долларов.
За свою роль Сэндлер был номинирован на «Золотую малину» за худшую мужскую роль.

## Саундтрек
Список композиций
| №                   | Название                    | Исполнитель                    | Длительность |
| ------------------- | --------------------------- | ------------------------------ | ------------ |
| 1.                  | «Born on the Bayou»         | Creedence Clearwater Revival   | 5:15         |
| 2.                  | «More Today Than Yesterday» | Goldfinger                     | 3:22         |
| 3.                  | «Boom Boom»                 | Big Head Todd and the Monsters | 3:33         |
| 4.                  | «Feed It»                   | The Candyskins                 | 3:35         |
| 5.                  | «Peace Frog»                | The Doors                      | 2:57         |
| 6.                  | «Let's Groove»              | Earth, Wind & Fire             | 5:38         |
| 7.                  | «Always on the Run»         | Lenny Kravitz                  | 3:53         |
| 8.                  | «Doin' My Thang»            | Incidents / Lifelong           | 4:10         |
| 9.                  | «Small Town»                | John Mellencamp                | 3:40         |
| 10.                 | «New Year's Eve»            | Joe Walsh                      | 4:00         |
| 11.                 | «No One to Run With»        | The Allman Brothers Band       | 5:58         |
| 12.                 | «Tom Sawyer»                | Rush                           | 4:34         |
| 13.                 | «Glowing Soul»              | Candlebox                      | 4:18         |
| Общая длительность: | Общая длительность:         | Общая длительность:            | 54:53        |

В фильме также звучат «Block Rockin' Beats» The Chemical Brothers, «The Devil Went Down to Georgia» Чарли Дэниелса, «Sooner or Later» Fastball, «Feed It» The Candyskins, «Ring My Bell» Frederick Knight,.